# Vossem

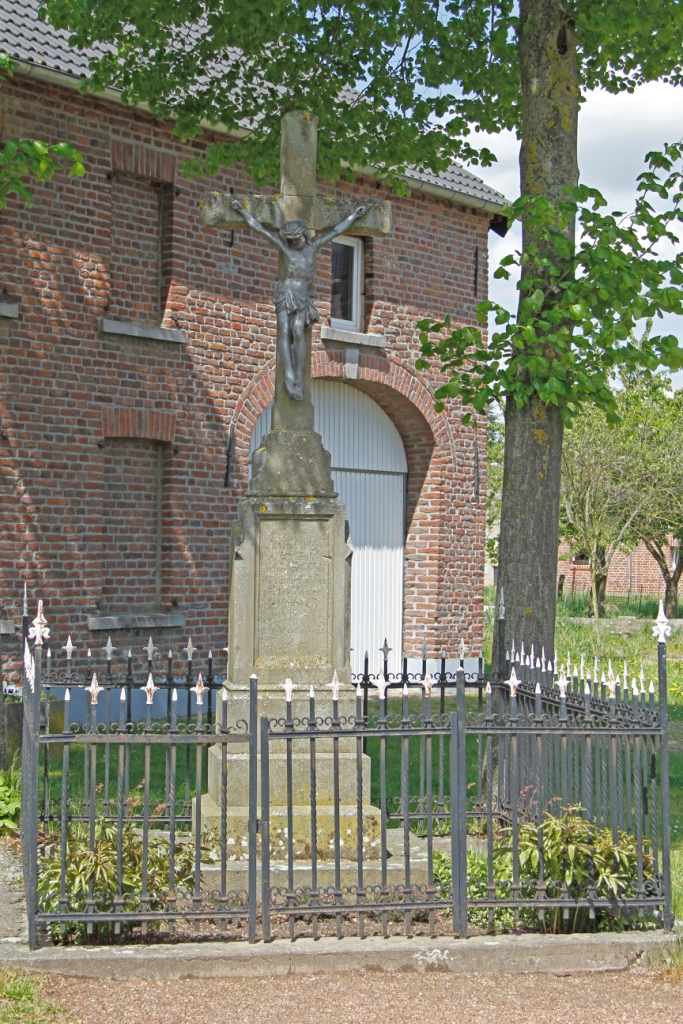
Wegkreuz in Vossem

Vossem ist ein Ortsteil der ehemaligen Gemeinde Gerderath und gehört zur Stadt Erkelenz. Er befindet sich im Kreis Heinsberg am östlichen Rand der Erkelenzer Börde. Die Entfernung zur nächsten größeren Stadt Wassenberg beträgt ca. 5 km. 
Vossem befindet sich in unmittelbarer Nähe zum früheren RAF-Flugplatz Wildenrath. Dieser wurde aufgegeben und ist inzwischen eine Teststrecke des Bahnprüfzentrums von Siemens geworden.

## Geschichte
Erstmals geschichtlich erwähnt wurde Vossem als Voishem im Jahre 1354. Aus dem Jahre 1460 existieren Unterlagen mit dem Namen Voyssem. Der Name leitet sich vom mitteldeutschen Wort voss, vos (= Fuchs) ab.
Zu den Sehenswürdigkeiten von Vossem gehört ein Wegkreuz aus dem Jahre 1888.